# Strobel
Strobel es una localidad argentina, ubicada en el departamento Diamante de la Diamante, Provincia de Entre Ríos. Depende administrativamente del municipio de Diamante, ubicado 4 km al sudoeste, y con la cual se encuentra conurbada. Se desarrolló a partir de la estación Strobel del Ferrocarril General Urquiza.
En febrero se desarrollan los carnavales.

## Infraestructura
Cuenta con gas natural en algunos sectores del pueblo y una planta de agua potable, pero carece todavía de cloacas.  Además posee una delegación municipaly un centro de salud.

## Historia
El poblado se había originado como un barrio para los trabajadores dedicados a la carga en la zona de la Ensenada. El primer nombre del barrio fue 18 de Agosto, y la estación de ferrocarril creada en 1910 fue llamada Kilómetro 4. Durante un tiempo coexistieron ambos nombres, pero cuando se impuso en 1916 el nombre de Strobel a la estación la misma se adoptó de inmediato para la localidad. El nombre es un homenaje a Pellegrino Strobel, naturalista italiano quien se desempeñó en la Universidad de Buenos Aires. Existe una confusión con bastante arraigo de que Strobel era el nombre de un ingeniero que diseñó los talleres ferroviarios, siendo esta versión falsa. Entre 1943 y 1945 el nombre de la estación fue cambiado a Pajas Bravas.